# 巴思明
巴思明（1485年—1563年），字雲壁，山東新城縣人，明朝政治人物、同進士出身。

## 生平
弘治十四年（1501年）辛酉科舉人，正德九年（1514年），登進士，授行人，因弹劾江彬，下锦衣狱，因官员申救，担任国子监学正。正德十六年（1521年）世宗继位，召復原职，其年八月选授户科给事中，丁忧归。三年十一月復除兵科給事中，补浙江按察司佥事，在任二年，以病卒于官。